# Kanton La Vistrenque

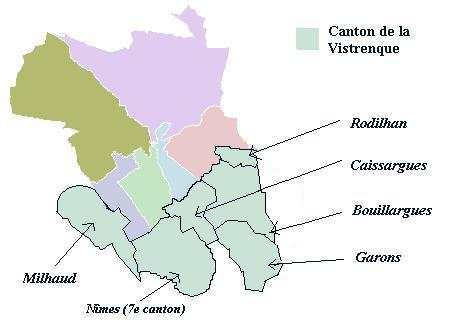
Gemeinden im Kanton

Der Kanton La Vistrenque war von 1982 bis 2015 ein französischer Wahlkreis im Département Gard und im Arrondissement Nîmes. Er hatte den Hauptort Bouillargues und wurde 2015 im Rahmen einer landesweiten Neugliederung der Kantone aufgelöst. Es handelte sich um einen der sehr wenigen französischen Altkantone, dessen Name nicht ihrem Hauptort entsprach.

## Gemeinden
Der Kanton umfasste die Wahlberechtigten aus fünf Gemeinden und zu einem kleinen Teil aus der Stadt Nîmes (nachfolgend mit der gesamten Einwohnerzahl ausgewiesen):
| Gemeinde     | Einwohner Jahr | Fläche km² | Bevölkerungsdichte | Code INSEE | Postleitzahl |
| ------------ | -------------- | ---------- | ------------------ | ---------- | ------------ |
| Bouillargues | 6265 (2013)    | 15,77      | 397 Einw./km²      | 30047      | 30230        |
| Caissargues  | 3886 (2013)    | 8,02       | 485 Einw./km²      | 30060      | 30132        |
| Garons       | 4687 (2013)    | 12,28      | 382 Einw./km²      | 30125      | 30128        |
| Milhaud      | 5755 (2013)    | 18,25      | 315 Einw./km²      | 30169      | 30540        |
| Rodilhan     | 2947 (2013)    | 4,69       | 628 Einw./km²      | 30356      | 30230        |
| Nîmes        | 150.564 (2013) | –          | – Einw./km²        | 30189      | 30000        |